# Lepthyphantes aldersoni
Lepthyphantes aldersoni là một loài nhện trong họ Linyphiidae.
Loài này thuộc chi Lepthyphantes. Lepthyphantes aldersoni được miêu tả năm 1955 bởi Levi & Herbert Walter Levi.